# Prélude de L'Or du Rhin
Le Prélude de l'Or du Rhin, est une œuvre de Richard Wagner servant d'ouverture à L'Or du Rhin qui est lui-même le prologue de la tétralogie Der Ring des Nibelungen.
Ses spécificités en font une pièce unique dans l'histoire de la musique classique et de l'opéra en ce qu'il déroge à toutes les règles et traditions d'une ouverture d'opéra. Il est en outre difficilement abordable en dehors d'une approche globale de la tétralogie wagnérienne. Il nécessite pour sa réussite des conditions d'ambiance et d'acoustique particulière.
Sa durée varie de moins de 3 minutes et 50 secondes à près de 5 minutes en fonction de la battue du chef d'orchestre. On considère qu'il prend fin lors du premier mot chanté par Woglinde, l'une des Filles du Rhin.

## Analyse musicale et dramaturgique
Le prélude qui précède le lever du rideau repose sur un accord dans la tonalité de mi bémol majeur en arpège sur 137 mesures. Il décrit la naissance de l'univers jusqu'à la scène première symbolisant quant à elle l'état de nature et l'arrivée du mal originel. Il nous prépare à prendre place dans les profondeurs du Rhin ; il est dans L'Anneau du Nibelung la source de la vie et le grand régulateur de l'univers, il initie et clôt ce cycle de quatre drames.
Une réussite de ce prélude nécessite des conditions particulières, il ne s'agit pas de musique pure dans la mesure où des ressorts psychologiques et d'immersion sont nécessaires à sa compréhension et appréciation. La tradition du Festival de Bayreuth, initié par le compositeur, impose comme constituant de ce prélude une pratique ne figurant pas sur la partition : celle de le faire précéder de 5 minutes de silence dans l'obscurité totale. L'auditeur ne doit pas distinguer clairement à quel moment commence la musique, le premier accord ne saurait pas être considéré comme de la musique, c'est en revanche à partir de lui que se forme peu à peu la mélodie via une harmonie dite naturelle ou tonale.
Phase 1 : Mesure 1 à 4.
Elle représente la création de l'univers, elle succède au vide l'ayant précédé qui représente la phase de néant. L'orchestre émet un son particulièrement grave à très faible dynamique, il doit être à peine audible lors de sa première mesure, le thème monte en puissance uniquement via l'entrée en jeu successive des instruments. Il perdure toute la durée du prélude en continuant une lente ascension avant de s'effondrer subitement au début de la scène 1 et l'arrivée du vivant.
Phase 2 : Mesure 5 à 16.
Une première impulsion se greffe aux contrebasses via un saut de quinte ascendante, les bassons entrent en jeu développant un son indépendant de celui des contrebasses dans le sens où il crée un second mouvement stationnaire se superposant au premier. Le son passe donc d'une à deux voix, l'univers se complexifie et n'est plus unitaire, une première lutte apparait à un stade encore élémentaire.
Phase 3 : Mesure 17 à 48.
Un développement tonal fait naturellement apparaître le leitmotiv du "Devenir", celui-ci est comme noyé dans une orchestration très complexe, sa visibilité est brouillée d'autant plus qu'il est joué par les cors d'harmonie ; l'apparition du leitmotiv repose dans ce cas sur un arpège de sept notes évoquant la nature.
Phase 4 : Mesure 49 à 80
Phase 5 : Mesure 81 à 112
Phase 6 : Mesure 113 à 128
Phase 7 : Mesure 129 à 137
L'ensemble des thèmes atteignent la maturité de leurs développements ; toutes les notes apparaissent formant une gamme majeure montante sur trois crescendos de deux mesures et subissant chacun une chute sur laquelle s'embranche le suivant. L'orchestre monte alors en puissance et l'ambiance sonore semble alors proche de la saturation. Cet effet suggère une profusion de vie et d'évènements à la limite du contrôlable ; la perte de contrôle interviendra via le vol de l'or à la fin de la scène I, l'orchestre s'y montrera tout aussi furieux et déstructuré.
Le rideau se lève à la mesure 126, la partition note "vagues torrentielles dans la profondeur des eaux" et la première nixe apparait sur scène à la mesure 131 ; celle-ci nage autour d'un bloc rocheux dont la pointe centrale atteint la zone la plus lumineuse et agitée. La montée en puissance de l'orchestre et la maturité des thèmes musicaux donne une impression de clarté contrastant avec le brouillage précédent, l'apparition d'un élément visuel (la scène) accompagne le concrétisation de l'action.
Suivant la chute de troisième crescendo, la voix prend la relève à la mesure 137 ; l'échafaudage musical s'estompe pour suivre le verbe sous une forme fidèle et simplifiée. Cela symbolise la contamination de la pensée naturelle par la culture et son langage ; le développement musical paraissait libre, vaste et logique avant l'apparition du verbe, il s'est ensuite concrétisé à la mesure 131 avant de devenir soumis à l'action lors du premier mot chanté par Woglinde.
On remarquera que les premiers mots du Ring ne veulent rien dire, ils imitent la fluctuation des vagues, ce fait prémédité décrit l'évolution du langage qui devient de plus en plus complexe dans sa forme et ses sujets. Ce principe est visible dans l'ensemble de la première scène puisque l'on passe du jeu au désir sexuel, puis au mensonge et aux railleries avant qu’Alberich ne renonce à l'amour via des paroles bien réfléchies ; on passe donc du jeu au vol. On peut également analyser sur ce schéma l'ensemble du drame, sous un angle certes plus conceptuel.

## Autres extraits célèbres
Ces articles relatent d'autres extraits de la tétralogie Der Ring des Nibelungen.
- Marche funèbre de Siegfried
- Voyage de Siegfried sur le Rhin
- La Chevauchée des Walkyries